# Saint-Briac-sur-Mer
Saint-Briac-sur-Mer is een gemeente in het Franse departement Ille-et-Vilaine (regio Bretagne). De plaats maakt deel uit van het arrondissement Saint-Malo en ligt aan de Smaragdkust (Côte d'Émeraude). Saint-Briac-sur-Mer telde op 1 januari 2022 2.228 inwoners.

## Geschiedenis
Reeds in het neolithicum was Saint-Briac-sur-Mer bewoond. Er zijn nog restanten van megalieten. Rond 400 v.Chr. verschenen er de Kelten en van de 1e eeuw tot de 5e eeuw de Romeinen.
Omstreeks 550 arriveert de heilige Briac van Bourbriac (afkomstig van Ierland) er met bretoenen die weggejaagd zijn uit Engeland. Dit wordt beschouwd als de oorsprong van Saint-Briac-sur-Mer. Lange tijd was Saint-Briac-sur-Mer een landbouwgemeenschap. Vanaf de 16e eeuw ontwikkelde zich een havennijverheid met goederentransport per schip en scheepswerven. Van de 17e tot de 19e eeuw zorgden de scheepseigenaars en zeemannen voor de opbouw van het dorp. Omstreeks 1880 kwam het kusttoerisme op gang. Saint-Briac-sur-Mer heeft dan ook verschillende zandstranden: plage de Longchamp, plage de la Garde, plage du Port Hue, plage du Tertre Pelé, plage du Port aux Cheveaux, plage du Perron, plage de la Petite Salinette, plage de la Grande Salinette, plage du Béchet en plage de la ville Etoire. In deze periode kwamen een aantal grotere bouwwerken tot stand, waaronder het kasteel van Nessay en de villa's aan de zeedijk. Ook Dinard Golf, de tweede oudste golfbaan van Frankrijk, werd aangelegd in 1887. Het clubhuis werd in 1927 gebouwd in art-deco-stijl.

### Romanovs
Na de Russische Revolutie vluchtten de overlevende Romanovs, de familieleden van de tsaren, weg uit Rusland. Rond 1924 vestigden ze zich in Saint-Briac-sur-Mer. In 1926 kochten ze er een villa die ze de naam "Ker Argonid" gaven (Chemin du Grand Duc 33). Villa Ker Argonid is Bretons voor "villa Victoria". Vanaf 1927 woonden ze er vast. De villa werd in 1928 gerestaureerd. De bewoners waren grootvorst Kirill Vladimirovitsj van Rusland, zijn vrouw Victoria Melita van Saksen-Coburg en Gotha en hun drie kinderen, Maria Kyrilovna, Kira Kyrilovna en Vladimir Kyrilovitsj. Villa Ker Argonid bleef in handen van de familie. Ook de in 1981 geboren achterkleinzoon Georgi Michailovitsj Romanov (zoon van Maria Vladimirovna van Rusland en kleinzoon van Vladimir Kirillovitsj van Rusland) verbleef er en ging enkele jaren naar school in Saint-Briac-sur-Mer.

### Tweede Wereldoorlog
Langs de kust van Saint-Briac-sur-Mer bevindt zich een vooruitspringende rotsformatie met natuurgebied: het Pointe de la Garde-Guérin. In deze rotsformatie bevindt zich een gangenstelsel van ongeveer 400 m uit de Tweede Wereldoorlog. De gangen gaven uit op verschillende bunkers ("Blockhaus") en schuttersposten. Het binnenste gedeelte is niet toegankelijk, maar een aantal bunkers of schuttersposten is wel zichtbaar. Het geheel behoorde tot de Atlantikwall en was vooral bestemd voor de verdediging van Saint-Malo.

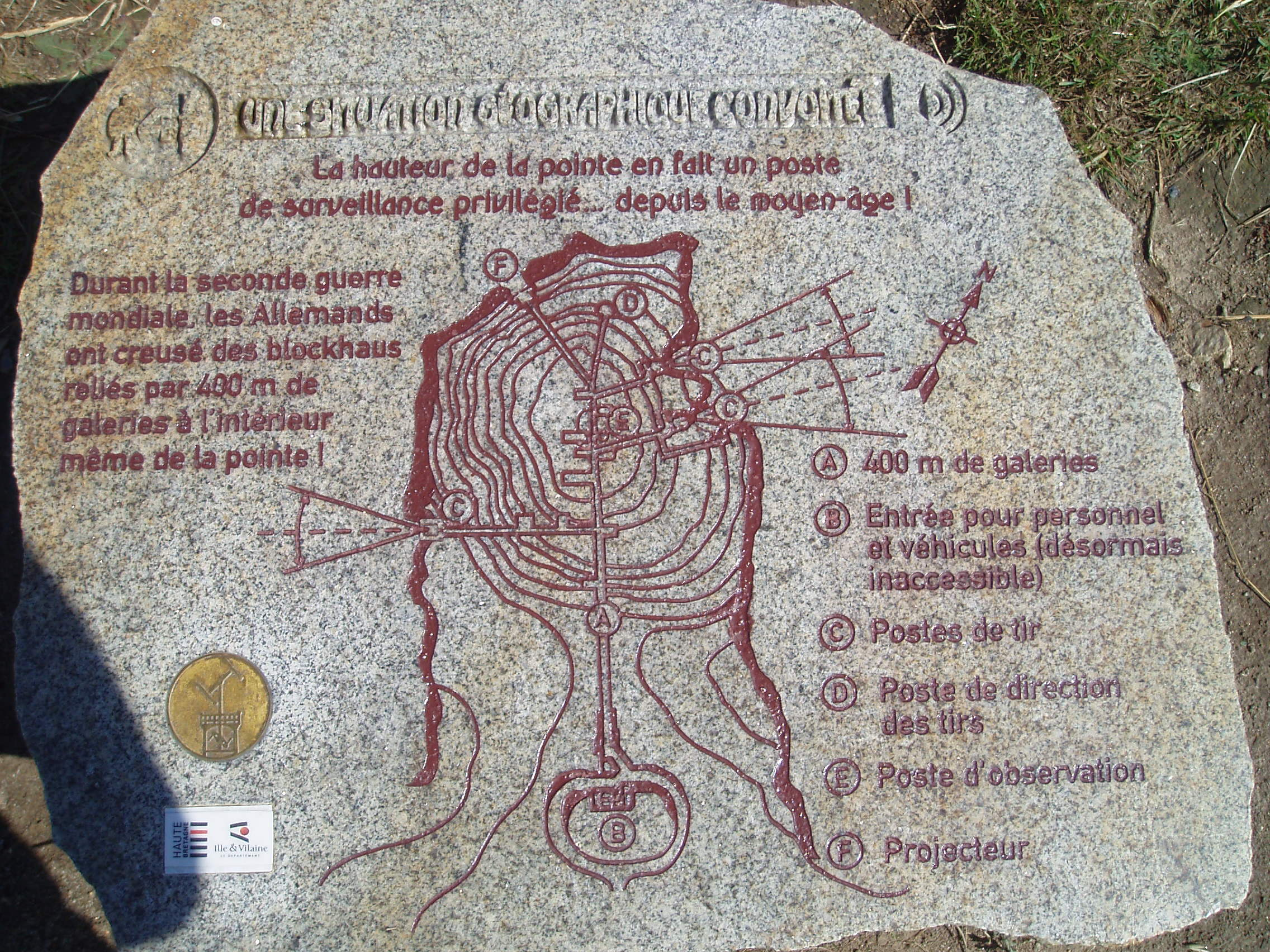
Overzicht van het gangenstelsel in het Pointe de la Garde-Guèrin
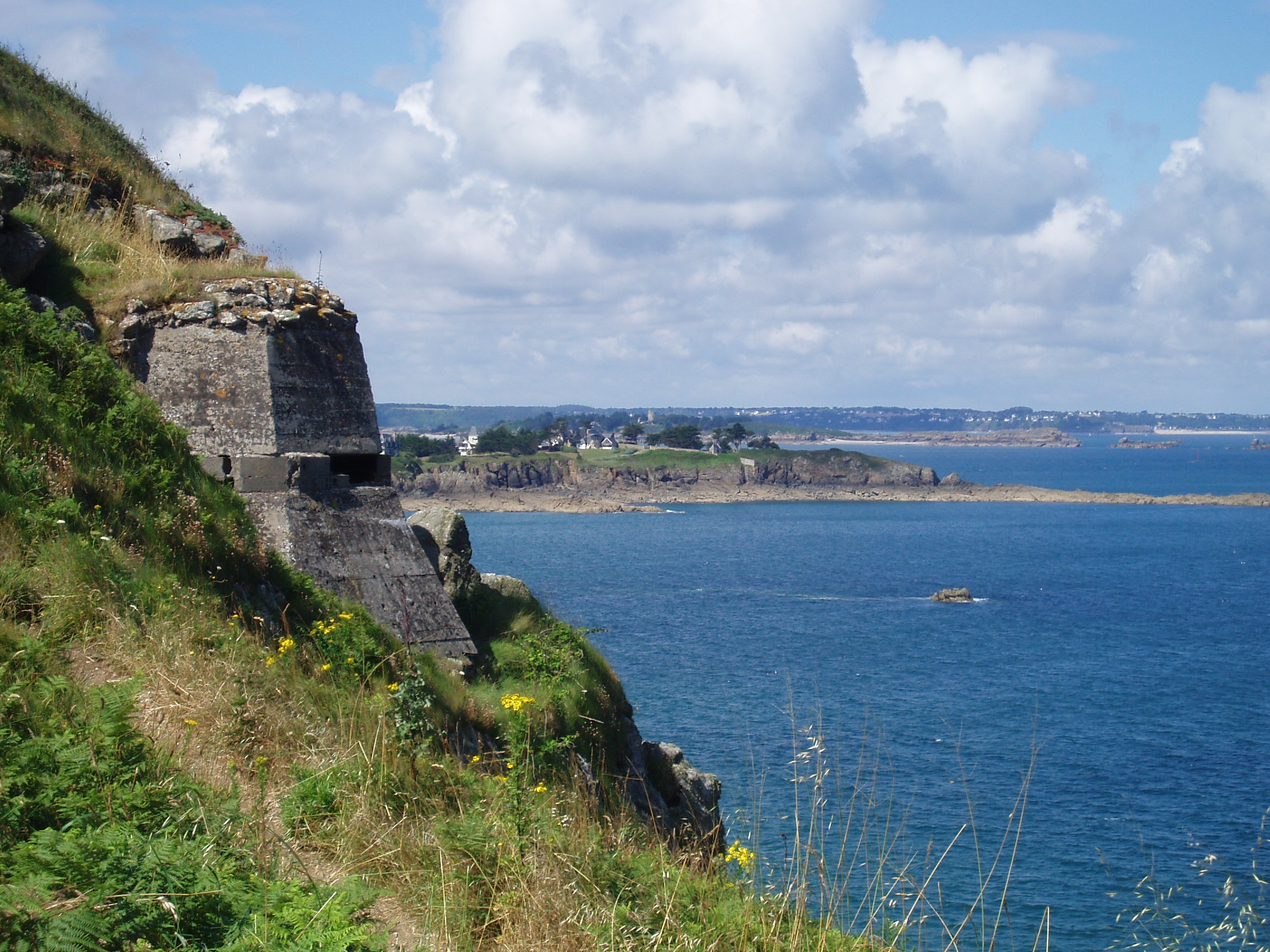
Blockhaus in het Pointe de la Garde-Guèrin
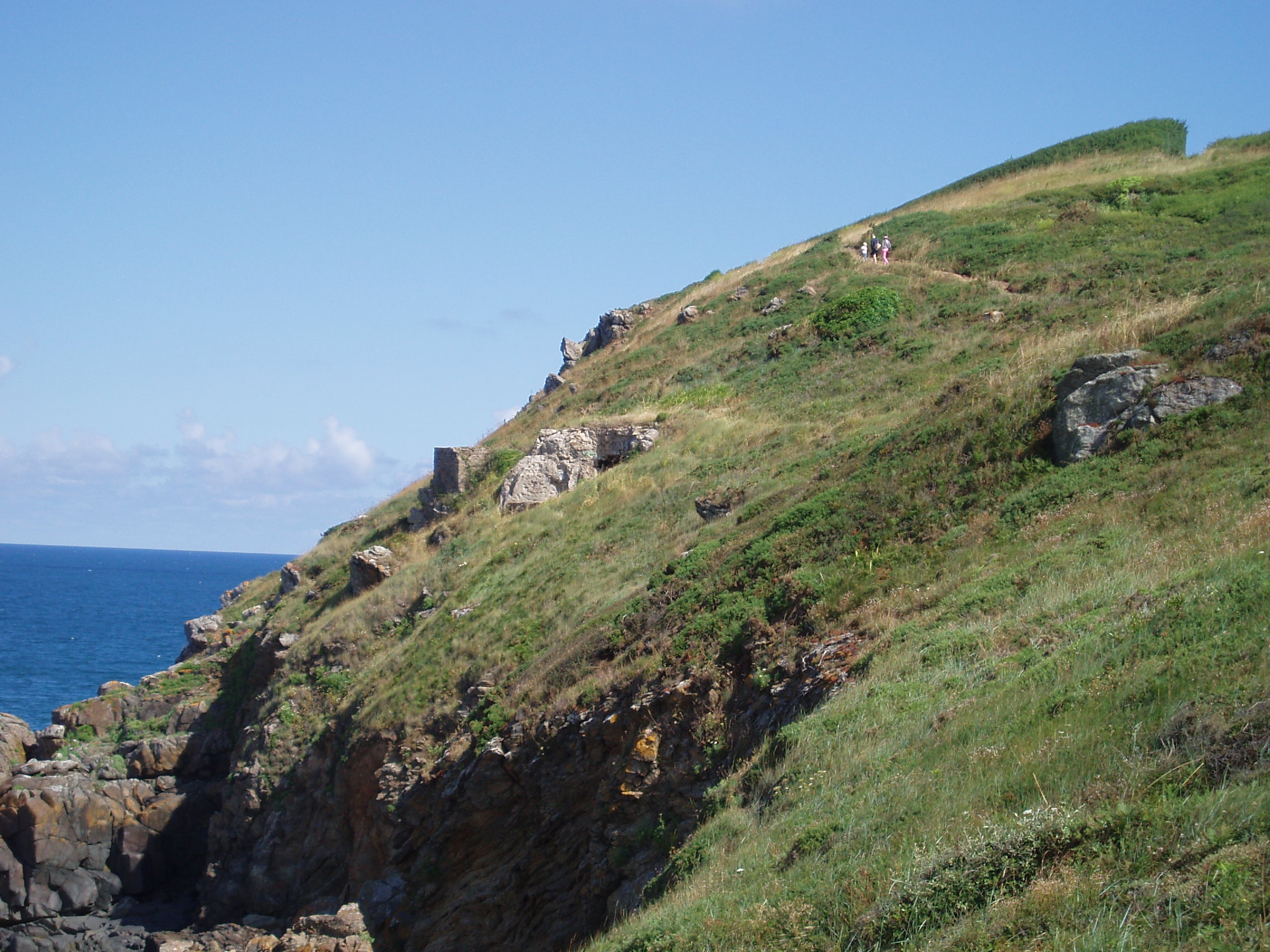
Ander Blockhaus in het Pointe de la Garde-Guèrin
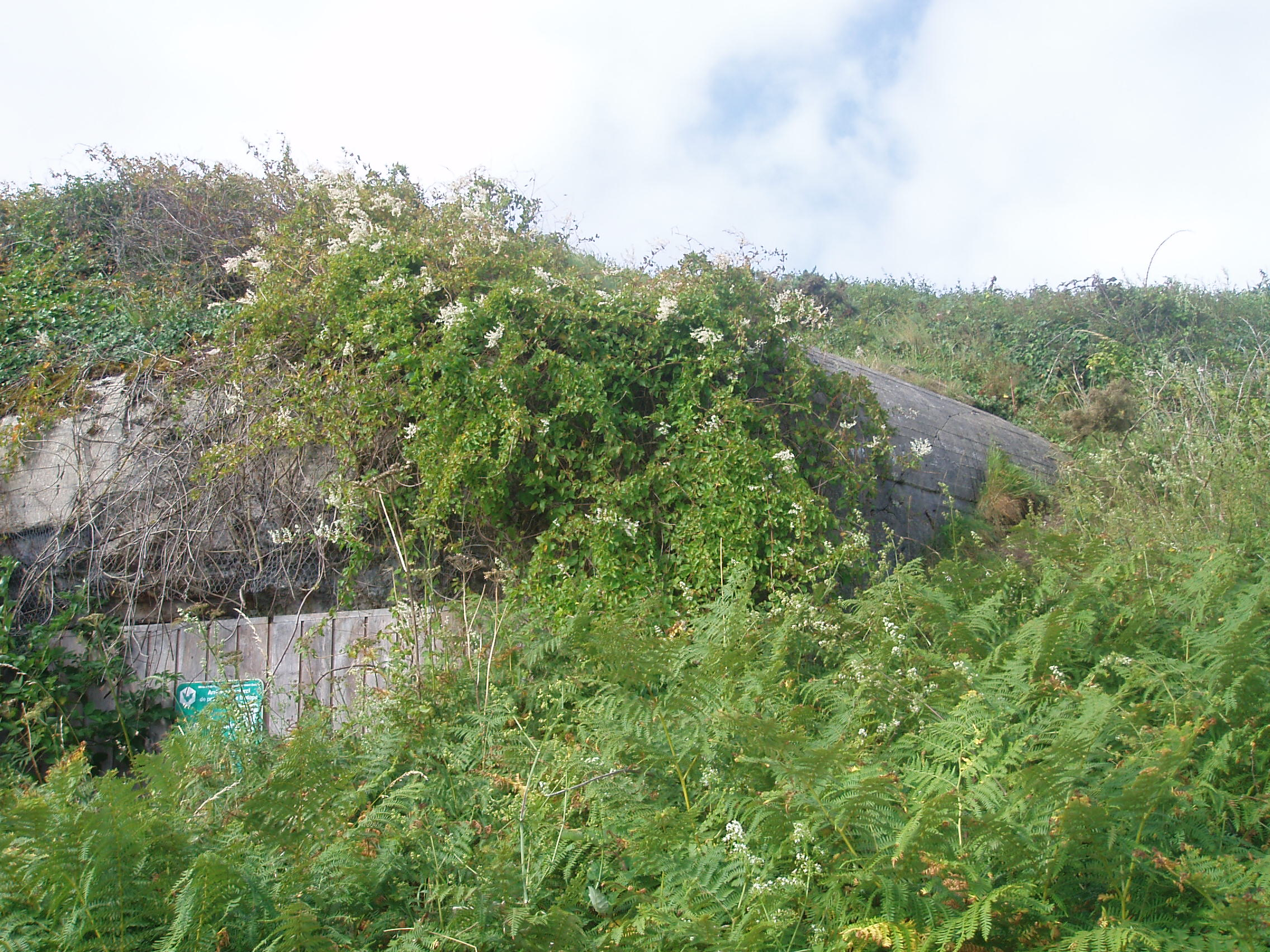
Bunker in het Pointe de la Garde-Guèrin waarin een kanon stond

## Cultureel patrimonium en bezienswaardigheden
Saint-Briac-sur-mer heeft zeer mooie stranden, een jacht- en een vissershaven. Zoals in meerdere kustgemeenten liggen op verschillende plaatsen talloze bootjes in zee vast geankerd. Bij laag tij komen ze helemaal op het droge te staan. Er is eveneens beschermd natuurgebied - het Pointe de la Garde-Guérin, gelegen aan de kust (zie ook hoger onder "Tweede Wereldoorlog") - waarin wel mag gewandeld worden. Verder behoren heel wat zaken tot het cultureel patrimonium.

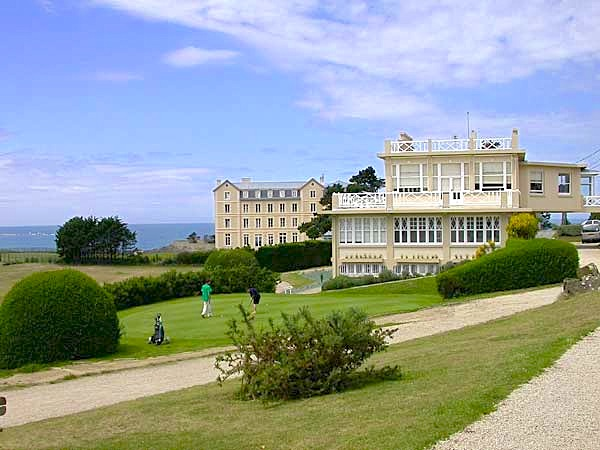
Dinard Golf

- De Église Saint-Briac, gelegen in het centrum van het dorp, werd gebouwd tussen 1671 en 1688.[8] In 1868 werd ze grondig verbouwd en vergroot. In 1908 werd ze geklasseerd als monument. Naast de kerk bevindt zich de eveneens beschermde oude pastorie. Hierin bevindt zich onder meer de mediatheek.[9]
- Voor de hoofdingang van de Église Saint-Briac staat een herdenkingsmonument voor de gesneuvelden van de Eerste Wereldoorlog. Het monument werd in 1922 gemaakt door de Bretonse beeldhouwer Armel Beaufils.
- Het kasteel van Nessay staat op een schiereiland en werd opgericht in 1886.[10] Groepen kinderen kunnen er logeren.[11] Naast het kasteel staat nog een oudere kapel, in de huidige vorm vermoedelijk uit de 18e eeuw.[12]
- Op het plage de la Garde, achter Dinard Golf, liggen gedeeltelijk in zee de ruïnes van een oude pêcherie (visplaats).[13]
- Het gemeentehuis werd gebouwd in de helft van de 19e eeuw.[14]
- Het postgebouw in het centrum van het dorp werd in 1937 gebouwd met art-deco-kenmerken.[15]

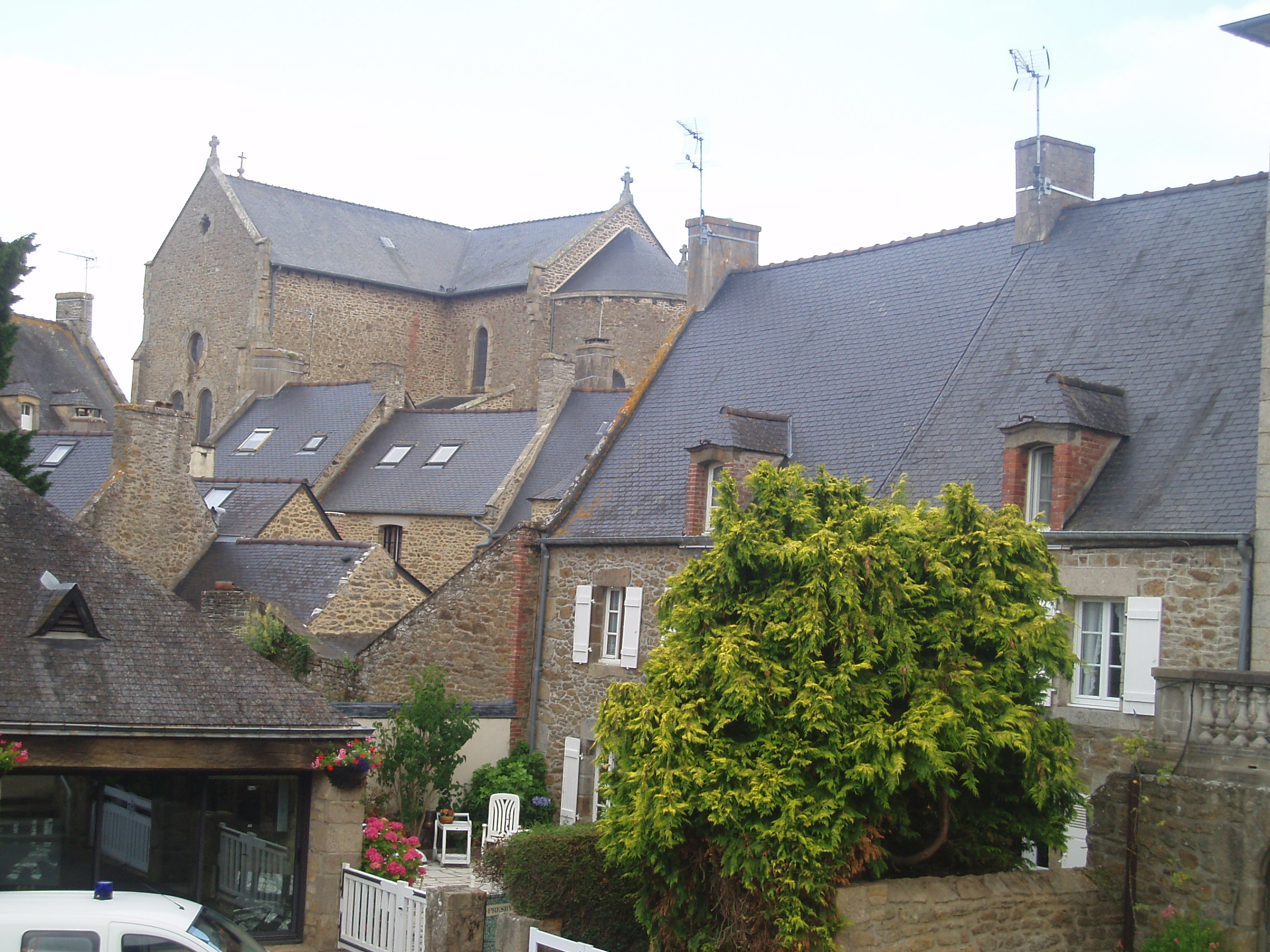
Centrum van het dorp
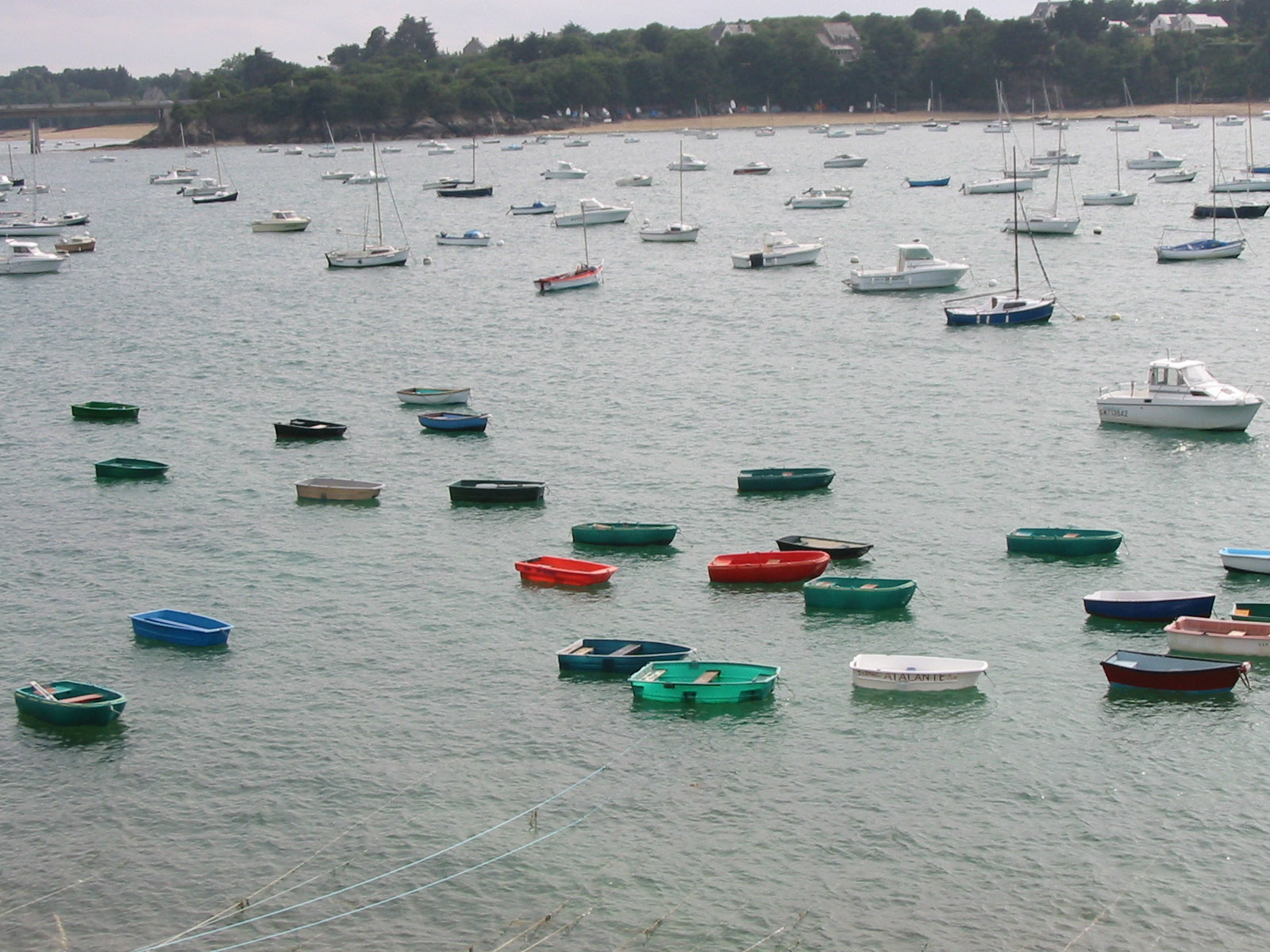
Bootjes in een baai van Saint-Briac-sur-mer
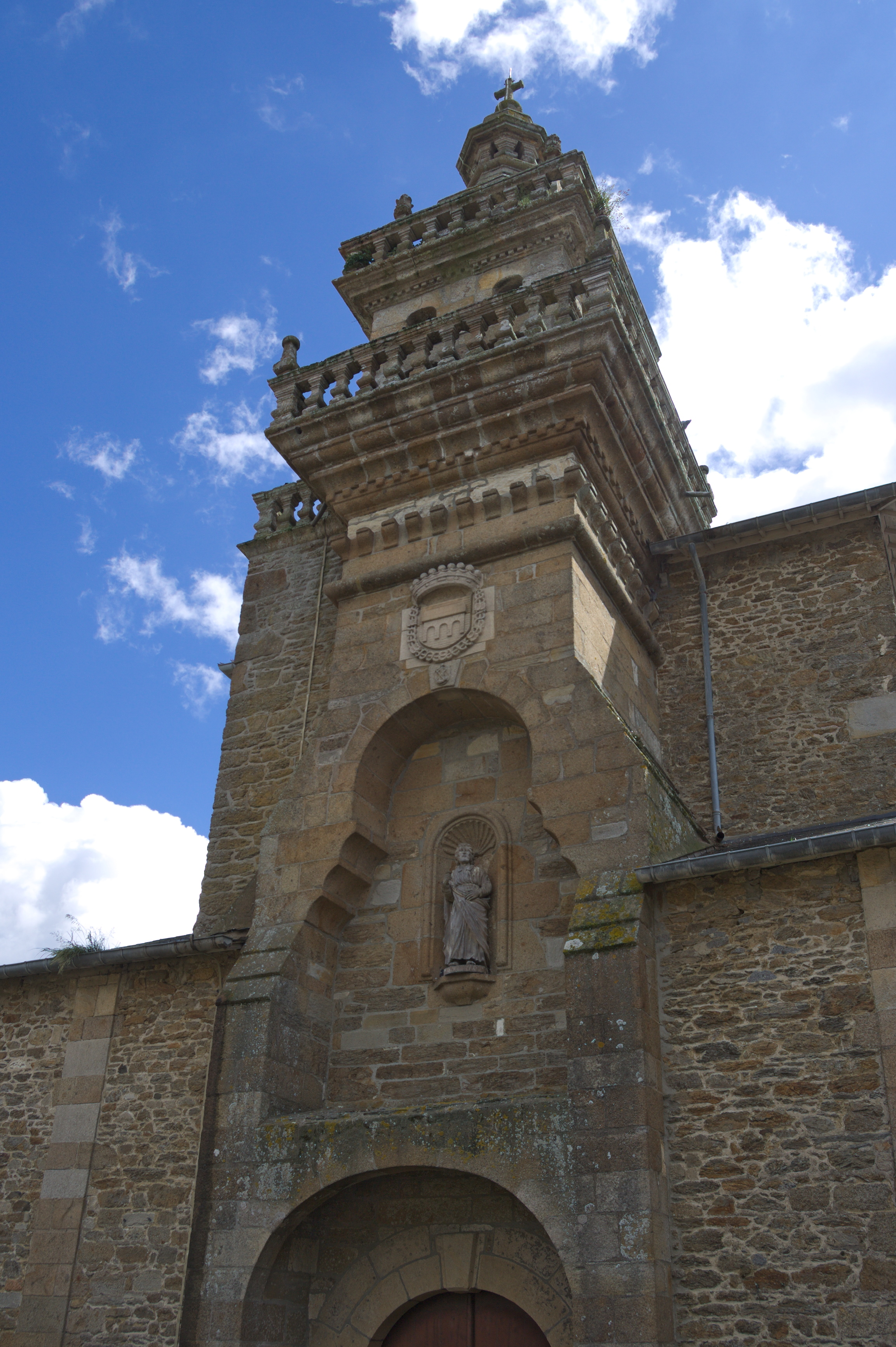
Église Saint-Briac
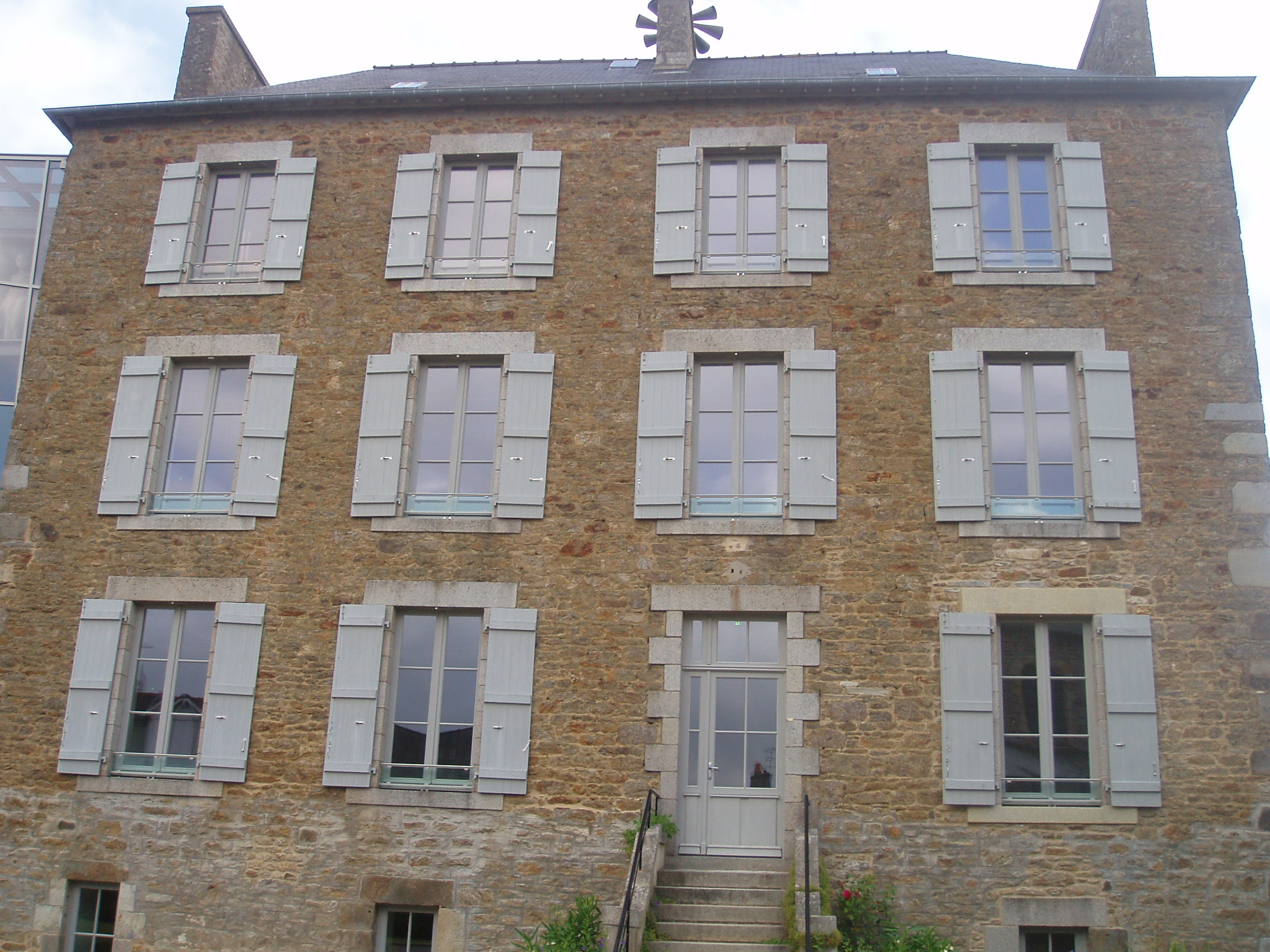
Oude pastorie naast de kerk
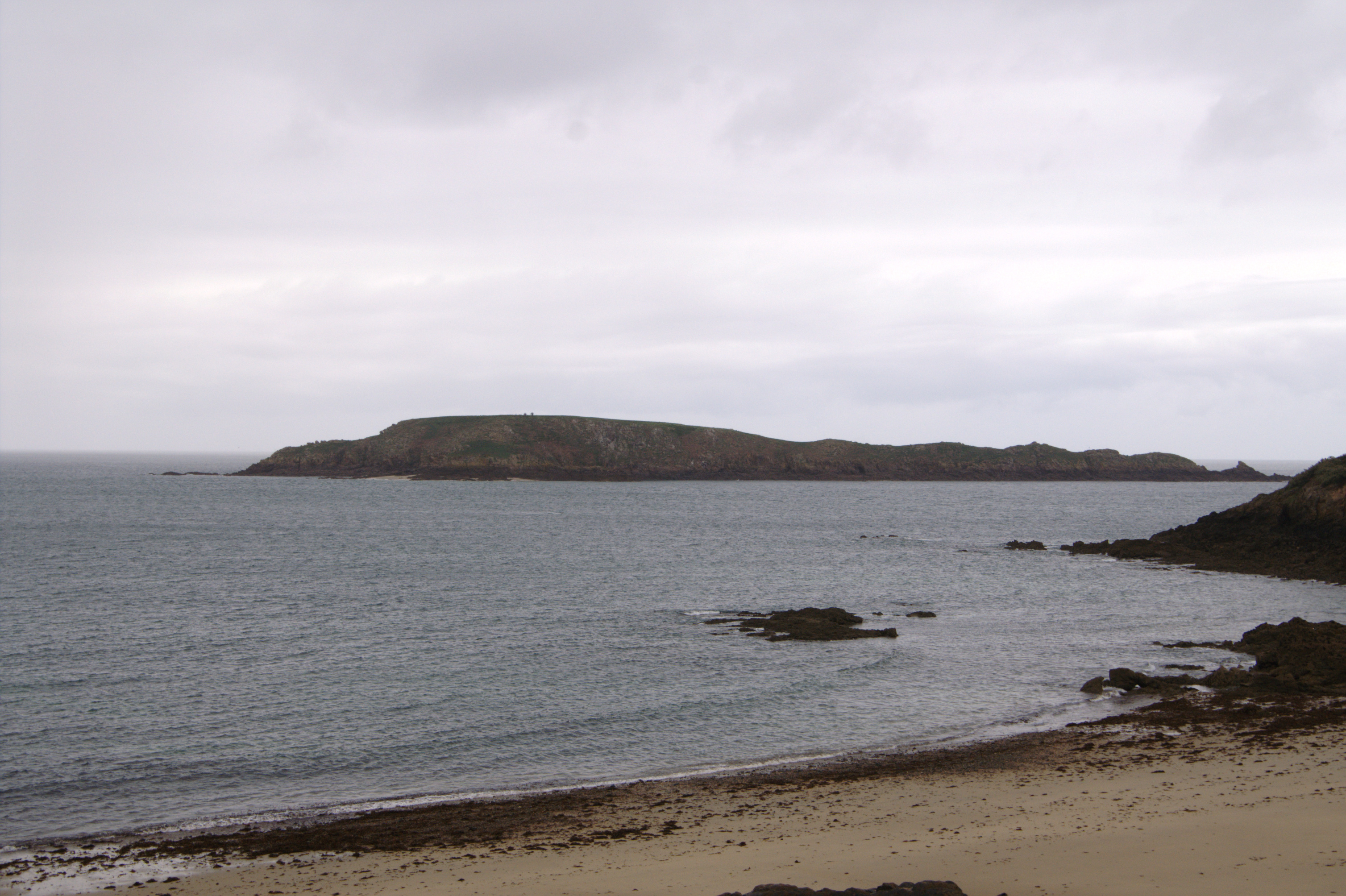
Het Île Agot
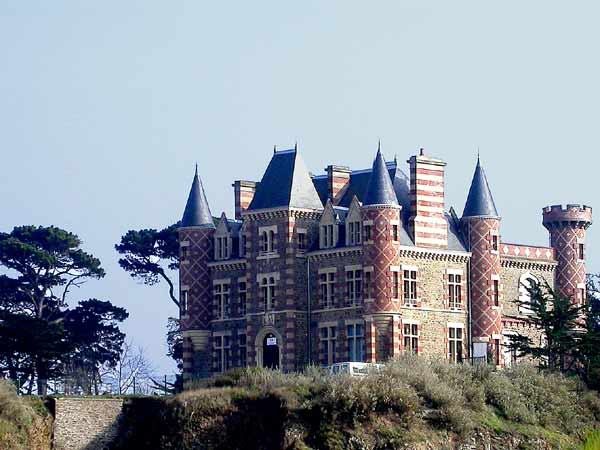
Kasteel van Nessay
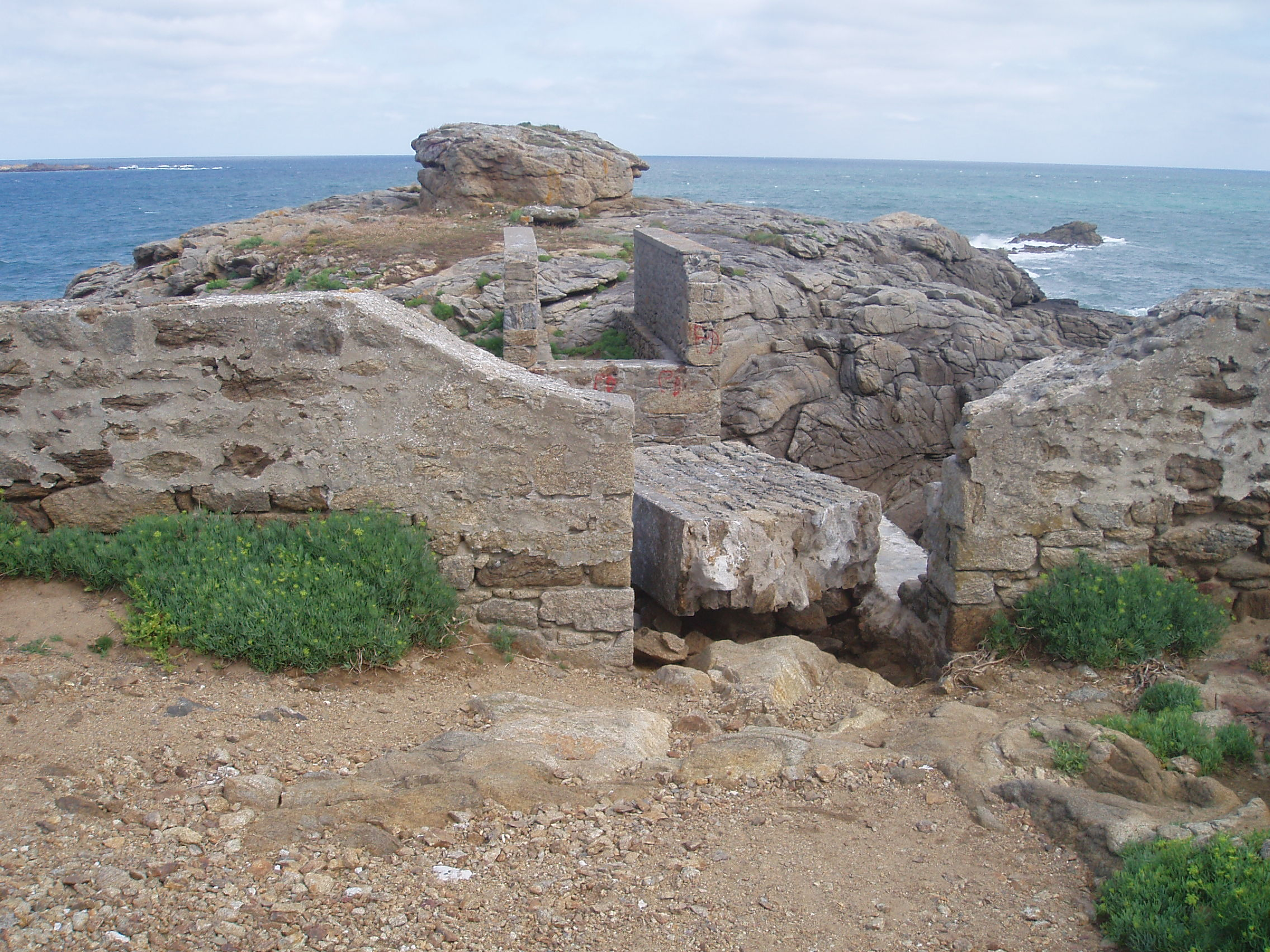
Ruïnes van oude visplaats
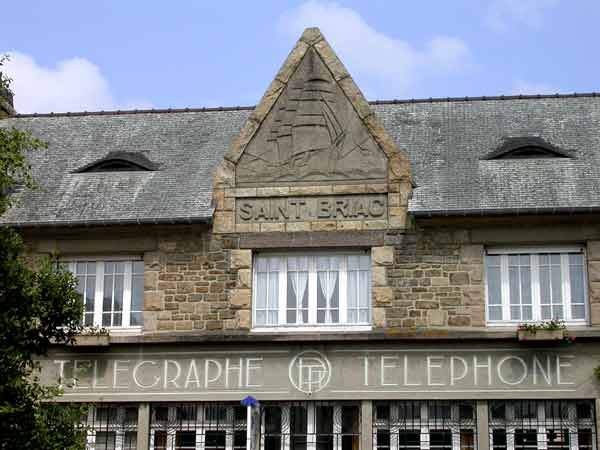
Postgebouw

## Kunstenaars
Heel wat kunstenaars verbleven een tijd in Saint-Briac-sur-Mer en lieten zich erdoor inspireren.
- In 1865 kocht de schilder Francis Blin er een huis. Daar nodigde hij zijn vriend, kunstschilder Amedée Guérard uit.[2]
- Van 1884 tot 1890 verbleef Paul Signac er. Al snel evolueerde hij er van het impressionisme naar het pointillisme en maakte er verschillende schilderijen over Saint-Briac-sur-mer.
- Van 1884 tot 1892 verbleef er Henri Rivière, vriend van Paul Signac. Hij maakte er onder meer 40 japonistische houtgravures.
- Pierre-Auguste Renoir verbleef tijdens de zomer van 1886 twee maanden in Saint-Briac-sur-mer en maakte er verschillende schilderijen.
- Tussen 1886 en 1892 kwam Émile Bernard er jaarlijks gedurende enkele maanden. Hij maakte eveneens verschillende schilderijen in en over Saint-Briac-sur-mer.
- Alexandre Nozal schilderde vanaf 1890 gedurende bijna 40 jaar in Saint-Briac-sur-mer.

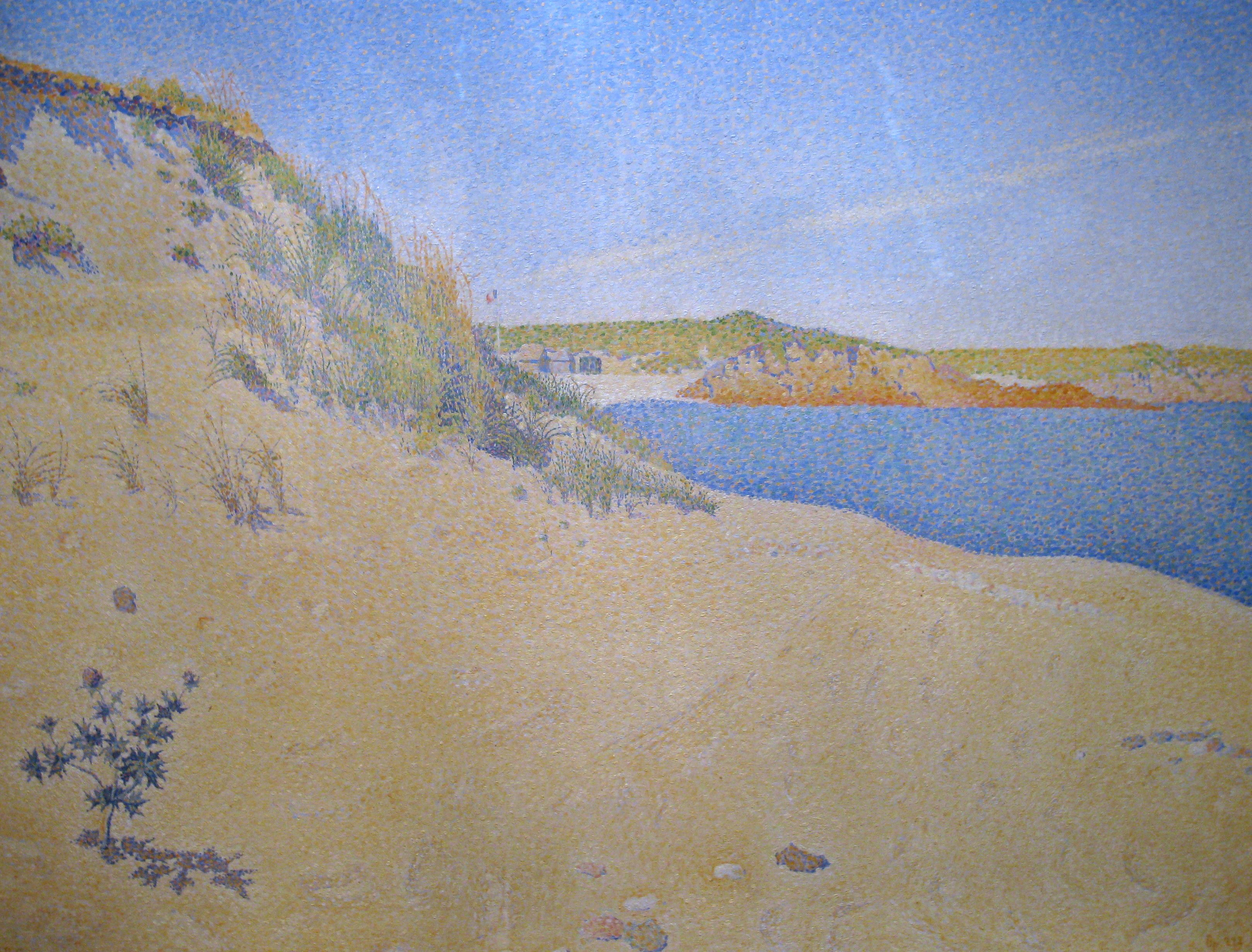
Le Port Hue (Saint-Briac-sur-mer) van Paul Signac
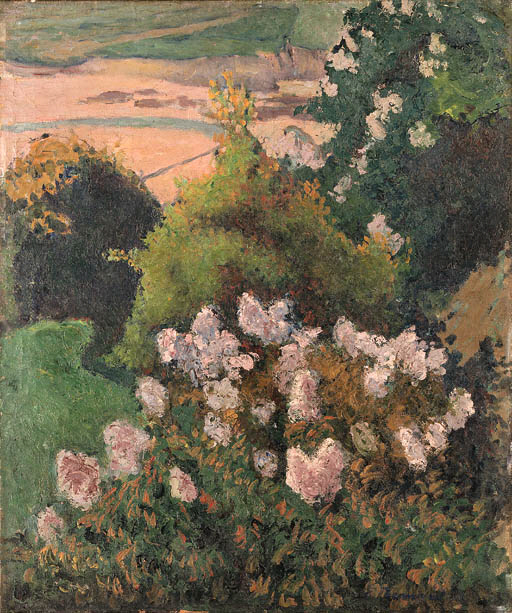
Paysage Saint-Briac van Émile Bernard

## Geografie
De oppervlakte van Saint-Briac-sur-Mer bedroeg op 1 januari 2022 8,06 vierkante kilometer; de bevolkingsdichtheid was toen 276,4 inwoners per km².

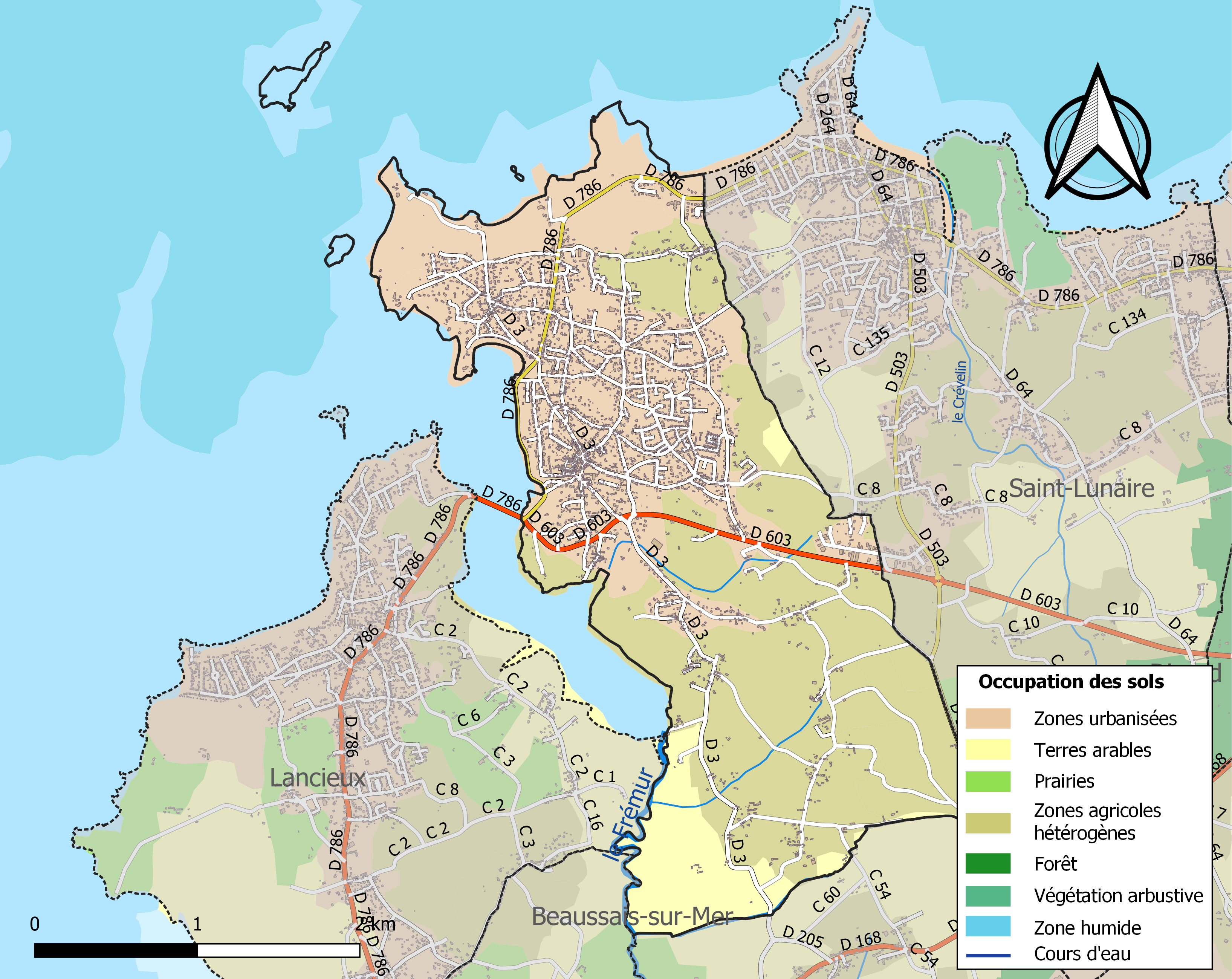
Kaart van de gemeente met belangrijkste infrastructuur, bodemgebruik en omliggende gemeenten

## Demografie
Onderstaande figuur toont het verloop van het inwonertal.